# Henry Evans Maude
Pour les articles homonymes, voir Maude.
Henry Evans Maude, dit Harry Maude ou H.E. Maude (né le 1er octobre 1906 à Patna - mort le 4 novembre 2006 à Canberra) est un fonctionnaire colonial britannique, devenu chercheur professionnel à cinquante ans au sein du département d'histoire du Pacifique de l'Australian National University. Il était notamment spécialiste des îles Gilbert et de la traite d'esclave dans le Pacifique.

## Biographie

### Administration coloniale
Éduqué à Highgate School puis l'université de Cambridge, dont il sort en 1928 membre du groupe anarchiste Freedom, Harry Maude décide avec sa compagne Honor (en) d'entrer au bureau des Colonies, afin de quitter l'Angleterre. Désireux d'éviter l'Afrique, et craignant que l'Inde devienne indépendante sous peu, ils persuadent le commissaire-résident des îles Gilbert et Ellice, Arthur Grimble, de le faire nommer dans son équipe.
Arrivé fin 1929, Harry Maude vit d'abord quelques mois à Banaba, siège de la résidence, puis est nommé en 1930 officier de district à Beru, dans les îles Gilbert méridionales. Il revient à Banaba de 1933 à 1936 comme secrétaire puis commissaire aux Terres indigènes, avant d'occuper durant un an un poste dans l'administration de Zanzibar pour des raisons de santé. De retour aux Gilbert et Ellice à l'été 1937, il supervise notamment le plan de colonisation des îles Phœnix . 
Passé à la Haute-Commission britannique pour le Pacifique occidental en janvier 1940, il gravit les échelon de cette administration tout en occupant diverses tâches ponctuelles, comme réorganiser le système politique et judiciaire des îles Pitcairn d'août 1940 à avril 1941, être consul britannique par intérim aux îles Tonga en juin 1941, conseiller l'intelligence de la marine américain en septembre 1943, ou participer à Washington à des négociations relatives aux Phénix début 1946. En 1946-1947, il revient aux Gilbert et Ellice comme commissaire-résident mais, bloqué dans tous ses projets par la Haute-Commission, il décide en décembre 1947 d'accepter un poste de secrétaire général adjoint à la Commission du Pacifique Sud.

### Commission du Pacifique
Chargé du développement social (éducation, culture et patrimoine), il est cependant là encore contraint dans ses ambitions. Désireux de mener une carrière académique malgré un salaire deux fois inférieur, et fortement encouragé par le professeur d'histoire du Pacifique de l'Australian National University (ANU) James Wightman Davidson, Harry Maude y refuse mi-1952 un poste de lecteur, notamment par peur de perdre ses droits à la retraite de l'administration britannique. La CPS finit par accepter son départ fin 1955 ; Davidson parvient à le faire engager pour 3 ans par l'ANU comme chercheur.

### Chercheur à l'ANU
Harry Maude commence à travailler à l'université le 1er janvier 1957, à cinquante ans. Afin de rattraper le temps perdu, mais aussi pour assurer le renouvellement de son poste, il travaille énormément, écrivant cinq articles en deux ans et demi. Doté d'un poste permanent en 1959, il est élevé au professorat en 1963, à son retour d'un congé d'études d'un an aux États-Unis et au Royaume-Uni. Le premier doctorant qu'il supervise est Ron Crocombe, ensuite devenu un historien du Pacifique très réputé. Il s'implique également dans la direction du département, en l'absence de Davidson, le lancement du Journal of Pacific History en 1966 et celui du Pacific Manuscripts Bureau en 1965-1967.
Ses travaux se distinguent notamment par l'extrême soin apporté aux détails, et l'ajout quasi-systématique d'« un message, un point de méthode ou d'une “leçon historique” ». Son article sur la colonisation des îles Phénix, une politique qu'il a mené lui-même, a cependant été critiqué pour son manque de distance. Publié en 1968, la compilation d'articles Of Islands and Men est bien accueillie.
En 1970, lassé des querelles intestines au sein du département d'études du Pacifique de l'ANU, Harry Maude prend une retraite anticipée d'un an. Peu après, il donne sa bibliothèque, ses notes et ses travaux à l'université d'Adelaide, en Australie-Méridionale.

### Une retraite studieuse
Quoique retraité, Harry Maude continue à travailler sur différents projets, et reçoit divers honneurs : professorat honorifique de l'université d'Adélaïde, doctorat honoris causa de l'université du Pacifique Sud, et en 1978 le volume de mélanges The Changing Pacific. En 1977, il édite une traduction en anglais de Sous l'Équateur du Pacifique, d'Ernest Sabatier. Son principal champ d'étude durant cette décennie concerne la capture de Polynésiens par des esclavagistes péruviens en 1862-1863, qui débouche en 1981 sur la monographie Slavers in Paradise, co-publiée par les presse de l'université du Pacifique Sud et de Stanford et là aussi très bien accueillie.
Dans les années 1980, il est impliqué dans le procès mené par les Banabans contre le Royaume-Uni, et il édite cinq ouvrages sur les îles Gilbert entre 1989 et 1994. Il vit ensuite de plus en plus retiré, sa dernière apparition publique ayant lieu en 2003, deux ans après la mort de sa femme, à l'occasion de la publication de leur biographie commune Where our Hearts still Lie, écrite par Susan Woodburn. Il meurt deux semaines après son centième anniversaire.

## Famille
Il était marié à Honor Maude (en) (1905-2001), spécialiste du jeu de ficelle océanien.

## Publications
- Of Islands and Men : Studies in Pacific History, Melbourne : Oxford University Press, 1968.
- « Pacific History--Past, Present, and Future », The Journal of Pacific History, vol. 6, 1971, p. 3-24.
- Slavers in Paradise : The Peruvian Slave Trade in Polynesia, 1862-1864, Stanford et Canberra : Stanford University Press et Australian National University Press, 1981  (ISBN 0-8047-1106-2).